# Donavska nižina
Donavska nižina (bolgarsko Дунавска равнина, latinizirano: Dunavska Ravnina) je fizičnogeografska regija na severu Bolgarije. Skupaj z nekoliko višjim in starejšim severnobolgarskim (mezijskim) višavjem severno od Stare planine tvori severnobolgarsko ploščo, ki je ena od štirih glavnih krajinskih območij Bolgarije in del obsežne nižine v jugovzhodni Evropi, na spodnjem toku Donave. Severno od Donave se Donavska nižina imenuje Vlaška nižina in ima veliko površino.
Severnobolgarska plošča zavzema 28 % celotnega ozemlja Bolgarije.

## Lokacija in parcelacija
Medtem ko je bolgarska Donavska nižina na severu jasno razmejena z Donavo, na zahodu z reko Timok in na vzhodu s Črnim morjem. Podonavska nižina meji na Vlaško nižino (tvori Spodnjo Donavsko nižino), vendar je njena nadmorska višina nekoliko višja, relief pa je bolj hribovit in valovit, s številnimi planotami in rečnimi dolinami. Podnebje je izrazito zmerno celinsko s šibkim vplivom Črnega morja na vzhodu. Padavine so v povprečju 450–650 mm na leto. Pomembne reke so Donava, Iskar, Jantra, Osam, Vit, Rusenski Lom, Ogosta in Lom.
Na jugu približna meja poteka po severnem vznožju naslednjih gora in vzpetin: Vruška Čuka, Veneza, Široka Planina, Devetaško Plato, Trnovska vstaja, Preslav planina in severno od doline reke Kamčija. V teh mejah Donavska nižina zavzema površino 31.500 km², z dolžino 500 km in širino 20-25 km v zahodnem in do 120 km v vzhodnem delu.
Severnobolgarska plošča je razdeljena na tri dele:
- Zahodni del, med rekama Timok in Vit
- Srednji del, med rekama Vit in Jantra
- Vzhodni del, med reko Jantra in Črnim morjem

Med večjimi mesti v regiji so Varna, Rousse, Pleven, Dobrič, Šumen, Veliko Trnovo, Vraca, Vidin, Montana, Silistra, Trgovište, Razgrad, Svištov in Lom.

## Minerali
Donavska nižina je bogata z različnimi minerali, kot so:
- lignit (Lomski in Mareški bazen)
- kaolin (Pleven)
- nafta (Dolen in Goren Dabnik, Pleven; od Tjulenovo do Šabla)
- mangan (Obročište, Carkva, Ignatievo)
- bakrova ruda (Belogradčik)